# Вознесенская церковь (Волица-Деревлянская)
Вознесенская церковь (Волица-Деревлянская) — выдающаяся достопримечательность галицкой школы народной архитектуры и монументального искусства XVII в. Находится в селе Волица-Деревлянская Золочевского района Львовской обл. Построена в 1651—1667 гг. В До 1788 года церковь была храмом при местном монастыре, позднее закрытом. В XX веке с 1961 по 1989 г. храм закрывали.

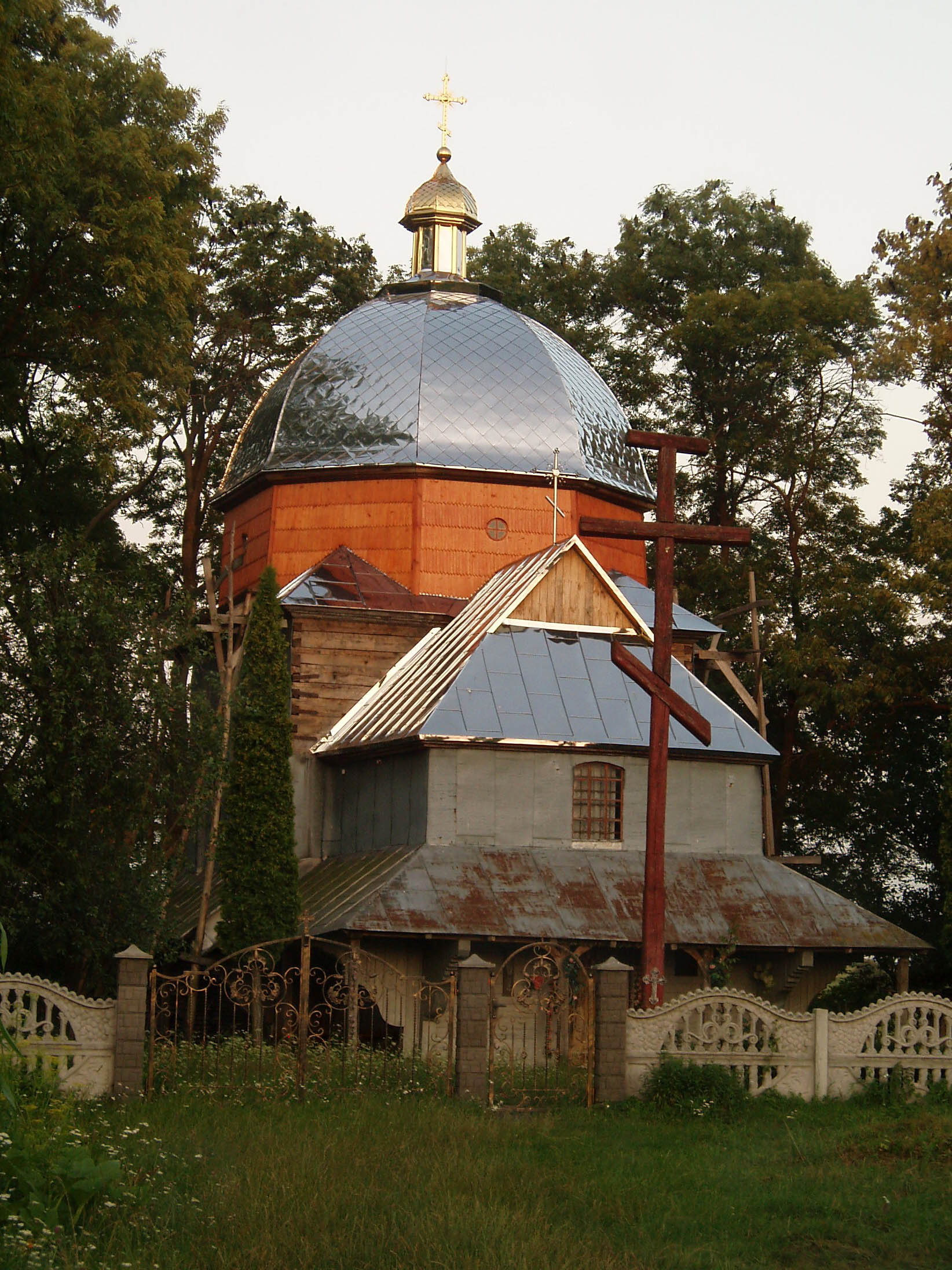
Вознесенская церковь, XVII век

Деревянная, трёхсрубная, одноэтажная. По периметру окружена широким опасанием. В композиции доминирует высокий восьмигранный верх. Низкий притвор-бабинец и устроенные над ним хоры открываются в высотно раскрытое пространство центрального сруба двухъярусным вырезом — аркой. В интерьере сохранился резной позолоченный семиярусный иконостас с живописью 1680—1682 художника Ивана Рутковича, который и представляет главную ценность храма. Иконостас имеет ордерную структуру, но резьба наверший и царских врат придаёт ему барочный характер. Живопись отмечается смелостью колористического замысла, обращением к новым сюжетам, особой одухотворенностью образов. Новшеством в композиции иконостаса является размещение между наместным и праздничным ярусами икон с иллюстрациями фрагментов из Нового Завета. Наиболее совершенными является наместный ряд икон и рисунки на диаконских воротах. В 1931 году иконостас позолотили. В 1995 была проведена его реставрация. Сейчас в иконостасе находятся только бумажные иконы, поскольку в 2012 году 4 иконы были украдены и об их судьбе ничего не известно.